# A stAtion
A stAtion為日本藝人絢香及水嶋斐呂與其友人合資的唱片及經紀公司。

## 概要
- 2010年3月 - 絢香的原經紀公司研音移除了其官方網站「ayaka.tv」。
- 2010年9月 - 絢香與水嶋斐呂結婚之後離開了原本的知名經紀公司研音，絢香與日本華納音樂的合約也只到2010年3月為止，所以決定獨立出來管理絢香的音樂版權以及處理兩人的經紀事務。
- 2010年11月 - 兩人的官方網站、Twitter正式開始營運，A stAtion的Twitter也正式營運。
- 2011年10月 - 絢香發表復出宣言，將於2012年上半年發表新專輯。

## 旗下藝人

### 絢香
- 唱片發行由avex旗下公司avex marketing代理發行。
- 粉絲俱樂部與avex合作經營。

### 水嶋斐呂
- 粉絲俱樂部與avex合作經營。

## 相關網站
- A stAtion官方推特（页面存档备份，存于）
- 水嶋斐呂官方網站
- 絢香官方網站（页面存档备份，存于）